# Semisi Fakahau
Semisi Fakahau (11 de febrero de 1948-Tongatapu, 27 de octubre de 2022) fue un político tongano perteneciente al Partido Democrático de las Islas Amigas (PTOA). Se desempeñó como Representante Popular en la Asamblea Legislativa por dos períodos, ministro de Agricultura, Alimentos y Bosques entre 2014 y 2019, y como Ministro de Pesa desde 2021 hasta su fallecimiento, durante la administración de Siaosi Sovaleni. Antes de ingresar a la política, se desempeñó como Oficial Principal de Pesca del Gobierno de Tonga, como asesor de pesca de la Secretaría de la Mancomunidad de Naciones y consultor independiente de pesca.

## Biografía

### Formación
Fakahau asistió a Vudal Agricultural College en Papúa Nueva Guinea.

### Carrera política

#### 2014-2019
Fakahau fue elegido por primera vez a la Asamblea Legislativa en las elecciones generales de 2014 por el distrito de Tongatapu 8. Ese mismo año fue nombrado Ministro de Agricultura, Alimentación, Silvicultura y Pesca por el primer ministro Akilisi Pōhiva. 
En las elecciones generales de 2017 fue reelecto Representante Popular por Tongatapu 8, y a su vez, conservó su posición en el Gabinete. En enero de 2019, su cartera ministerial se dividió, con Losaline Ma'asi tomando las competencias de  Agricultura, Alimentos y Silvicultura, y Fakahau reteniendo la competencias sobre la Pesca. En septiembre de 2019, tras el fallecimiento de Akilisi Pōhiva, no fue renovado como cabeza de la cartera de pesca por el nuevo primer ministro, Pohiva Tuʻiʻonetoa.

#### 2020-2022
En las elecciones de 2021, fue reelecto Representante Popular por el distrito de Tongatapu 8. El 28 de diciembre fue nombrado Ministro de Pesca en el gabinete de Siaosi Sovaleni; falleció en el cargo en octubre de 2022.